# ピアノソナタ第28番 (ハイドン)

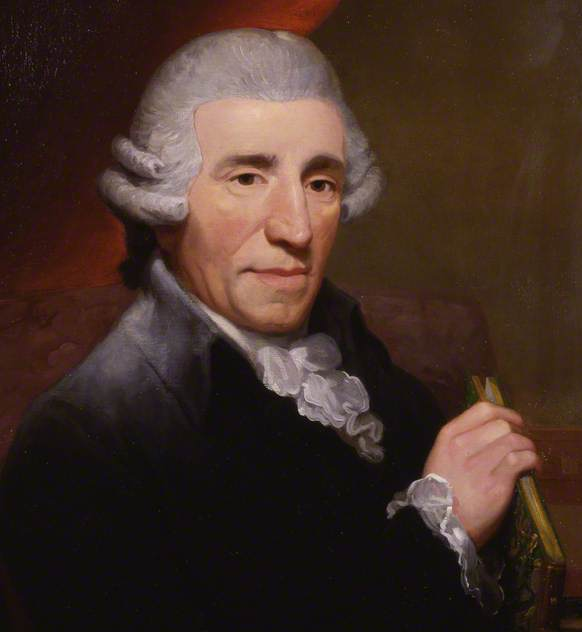
ハイドンの肖像画（トーマス・ハーディ作、1791年）

ピアノソナタ第28番 変ホ長調 作品14-2 Hob. XVI:28 は、フランツ・ヨーゼフ・ハイドンが作曲したピアノソナタ。ランドン版では第43番となっている。

## 概要
本作品は1774年から1776年の間に作曲され、1778年に出版されたとされている。第27(42)番から第32(47)番の6曲はハイドンの最初の目録に1776年の6つのソナタとして掲載されている。しかし、少し前の時代の作風が感じられるため、1774年以前に作曲された疑いもある。
ソナタアルバムの第2巻に掲載されているため、よく知られた作品となっている。

## 曲の構成
全3楽章、演奏時間は約13分半。いずれも変ホ長調であり、楽曲構成がすっきりとしている点が特長的である。
- 第1楽章 アレグロ・モデラート
変ホ長調、4分の3拍子、ソナタ形式。
第1主題の活き活きとしたリズムが特徴的である。提示部や再現部に、フェルマータが付された1小節のアダージョとそれに続く短い装飾的楽句が挿入されている[2]。

- 第2楽章 メヌエット - トリオ
変ホ長調 - 変ホ短調、4分の3拍子。
中間部とトリオは、半音階が多用されている[2]。

- 第3楽章 フィナーレ：プレスト
変ホ長調、4分の2拍子、ロンド形式[2]または、変奏曲形式[1]。
ロンドの主題は毎回少しずつ変奏され、徐々に細かくなっていく[2][3]。また、右手と左手の会話が見られ、第1楽章に見られたフェルマータも登場する[2][3]。